# جيمس دريفوس
جيمس لويس دي زغيب دريفوس (بالإنجليزية: James Louis de Zogheb Dreyfus؛ مواليد 8 أكتوبر 1968) هو مُمثل إنجليزي.

## وصلات خارجية
- جيمس دريفوس على موقع IMDb (الإنجليزية)
- جيمس دريفوس على موقع ميوزك برينز (الإنجليزية)
- جيمس دريفوس على موقع أول موفي (الإنجليزية)
- جيمس دريفوس على موقع قاعدة بيانات الفيلم (الإنجليزية)